# Die Pferdeinsel
Die Pferdeinsel ist ein deutscher Liebesfilm und Filmdrama des Regisseurs Josh Broecker aus dem Jahr 2006. In der Hauptrolle verkörpert Muriel Baumeister die Unternehmensberaterin Katja Steinfurth.

## Handlung
Katja ist eine alleinerziehende, erfolgreiche Unternehmensberaterin, die sich auf das Coaching von Führungskräften spezialisiert hat. Sie hat mehrere Chefs, einer davon ist Gregor, der auch der Vater ihres Kindes Lukas ist. Da Gregor jedoch verheiratet ist, kann er seine Gefühle zu ihr und Lukas nicht in der Öffentlichkeit kundtun. Da Lukas nie wirklich mitbekommen hat, dass Gregor sein leiblicher Vater ist, nimmt er ihn nur als einen guten Bekannten seiner Mutter wahr. Katja wollte ihrem Sohn das auch nie erzählen, vielmehr machte sie ihm die abenteuerliche Geschichte glaubhaft, dass sein Vater ein Cowboy in Kanada ist.
Da sich Lukas von seiner Mutter zeitweise vernachlässigt fühlt, wächst in ihm das Verlangen, seinen Vater einmal kennenzulernen. Bis es so weit ist, dass er seinen Vater einmal trifft, überbrückt Lukas die Zeit manchmal auf dem Rücken eines Pferdes, um seinem Vater wenigstens gedanklich nahe sein zu können. Dramatisch wird es in dem Leben des jungen Lukas, als er erfährt, dass „sein“ Pferd Tibor notgeschlachtet werden soll. Lukas sammelt all seinen Mut zusammen und entführt das Pferd, um es seiner drohenden Tötung zu entziehen. Dabei kommt es zu einem Unfall, und für den Jungen ist nun klar, dass dieser Umstand jetzt den sicheren Tod für das Pferd bedeutet. Aufgrund dieser Erkenntnis verschließt sich Lukas komplett von seiner Umgebung und scheint die Sprache verlernt zu haben, dann ab diesem Zeitpunkt spricht er kein Wort mehr.
Seine Mutter Katja will jedoch das Schlimmste verhindern und kauft das Pferd frei. Sie veranlasst, dass der ehemals todgeweihte Hengst auf ein Gestüt auf einer Nordseeinsel verbracht wird, damit das Tier dort ein glückliches Leben führen kann; in der Hoffnung, dass daraufhin ihr Sohn wieder anfängt, zu sprechen.
Gemeinsam mit Lukas fährt Katja auch auf die Insel, damit Lukas dem Tier in der nächsten Zeit nahe sein kann. Die Handlung nimmt eine Wendung, als Gregor aus Berlin anreist, um Katja zu überreden, wieder ihren ursprünglichen Job als Unternehmensberaterin anzunehmen. Während sich Lukas von all den Geschehnissen inzwischen gut erholt hat, fährt er mit seiner Mutter zunächst gemeinsam nach Berlin zurück. Über Umwege jedoch gelangt Lukas zu der Erkenntnis, dass ihn seine Mutter die ganze Zeit die Unwahrheit gesagt hat, und dass sein Vater in Wirklichkeit Gregor ist. Dieser hat bereits beschlossen, sich von seiner Frau scheiden zu lassen, um mit Katja und Lukas eine gemeinsame Zukunft zu beginnen. Doch die Handlung mündet in dem Umstand, dass Katja und Lukas das gar nicht wollen. Vielmehr sind die beiden sich darin einig, wieder auf die Insel zu fahren und dort ihre Zeit gemeinsam mit Nils, der auf der Insel ein Gestüt hat, zu verbringen.

## Erstausstrahlung
Die Pferdeinsel wurde am 24. August 2006 erstmals in der ARD ausgestrahlt. In den Verleih kam die Produktion bereits am 20. März desselben Jahres.

## Produktion
Ariane Krampe produzierte den Film für teamWorx. Die Drehorte waren die nordfriesische Insel Amrum und Berlin.

## Kritiken
Die Filmkritiken fallen gemischt aus. Beispielsweise urteilt TV Spielfilm: „Kitsch, Küchenpsychologie und eine restlos flache, absehbare Geschichte“. Das Fazit der Programmzeitschrift lautet: „Kitsch mit Kulleraugen – echt zum Wiehern“.
Die Kritik des Lexikon des internationalen Films fällt etwas wohlwollender aus: „Kitschiger (Fernseh-)Liebesfilm vor romantischer Kulisse, der einer problembeladenen Mutter-Sohn-Beziehung zu einem mehr als guten Ende verhilft“.